# Pseudohelina thoracica
Pseudohelina thoracica är en tvåvingeart som först beskrevs av Zielke 1970.  Pseudohelina thoracica ingår i släktet Pseudohelina och familjen husflugor. Inga underarter finns listade i Catalogue of Life.